# La Maison tranquille
La Maison tranquille és un curtmetratge mut francès del 1901 dirigit per Georges Méliès.

## Argument
Al nivell inferior d'una casa, un marit i una dona intenten menjar un àpat, però es veuen molestats constantment pel soroll de tres pensionistes al pis de dalt. Els pensionistes acaben trencant el guix del sostre, fent un forat per on roben una ampolla de vi. Un pensionista passa pel forat fins al pis inferior, i agafant un llençol i una mica de tub, es disfressa de monstre semblant a un elefant, per a sorpresa de la dona. Un oficial entra per fer front als pensionistes rebels, però és vençut amb un munt de roba de llit. Els pensionistes ballen amb triomf i construeixen una barricada contra la porta de la casa.

## Producció i llançament
Méliès actua a la pel·lícula com un dels tres pensionistes. El conjunt de dos nivells de la pel·lícula es va reutilitzar de Le Savant et le Chimpanzé, que Méliès havia fet a principis del mateix any.
La pel·lícula va ser venuda per la Star Film Company de Méliès i està numerada del 325 al 326 als seus catàlegs, on es va anunciar com a scène comique (escena còmica).